# 平野和男
平野 和男（ひらの かずお、1932年11月30日- 2019年8月6日 ）は、日本の経営者。大同生命保険社長、会長を務めた。

## 来歴・人物
岐阜県出身。1955年に神戸大学経営学部を卒業し、同年に大同生命保険に入社した。1978年6月に取締役に就任し、1982年7月に常務、1985年4月に専務を経て、1988年7月に副社長に就任し、1990年7月には副会長に就任。1992年3月に再び副社長に就任し、1994年7月には社長に昇格した。1999年7月に会長に就任し、2001年7月には顧問に就任。
2019年8月6日、肺炎のために死去。86歳没。